# Aspalathus spinosissima
Aspalathus spinosissima är en ärtväxtart som beskrevs av Rolf Martin Theodor Dahlgren. Aspalathus spinosissima ingår i släktet Aspalathus och familjen ärtväxter.

## Underarter
Arten delas in i följande underarter:
- A. s. spinosissima
- A. s. tenuiflora